# Летяща лисица от о-в Япен
Летящата лисица от о-в Япен (Pteropus yapensis) е вид бозайник от семейство Плодоядни прилепи (Pteropodidae). Видът е световно застрашен, със статут Уязвим.

## Разпространение
Разпространен е в Микронезия.